# Mitropapokal 1930
Der Mitropapokal 1930 war die 4. Auflage des internationalen Cupwettbewerbs der mitteleuropäischen Fußballvereinsmannschaften. Es nahmen die besten Mannschaften Österreichs, Ungarns, der Tschechoslowakei und Italiens, die ein Jahr zuvor die jugoslawischen Teams ersetzt hatten, teil. Es handelte sich zumeist um die Meister und Cupsieger der jeweiligen Länder. Die Teilnehmer spielten im reinen Pokalmodus mit Hin- und Rückspielen im wichtigsten kontinentalen Fußballwettbewerb in der Zeit vor dem Zweiten Weltkrieg. Bei Gleichstand nach zwei Spielen wurde ein Entscheidungsspiel durchgeführt. Alle acht Vereine starteten in der Vorrunde beziehungsweise im Viertelfinale. Der Titelverteidiger Újpest Budapest scheiterte bereits im Viertelfinale im Entscheidungsspiel gegen AS Ambrosiana, dem heutigen Inter Mailand.
Das Finale fand innerhalb von zwei Wochen am 2. und 12. November 1930 in Prag und Wien statt. Es qualifizierten sich Sparta Prag und SK Rapid Wien, die bereits im ersten Mitropacupfinale 1927 aufeinandergetroffen waren, damals siegten die Tschechoslowaken mit einem Gesamtscore von 7:3. Für Rapid war es bereits das dritte Endspiel im Mitropacup in nur vier Jahren. Zu Hause verloren die Prager überraschend mit 0:2 – es handelte sich um die erste Heimniederlage in einem Mitropacupendspiel. Ein 3:2-Auswärtssieg reichte nicht für den zweiten Sparta-Sieg in diesem Bewerb und so holte Rapid erstmals den Pokal nach Österreich. Torschützenkönig wurde Giuseppe Meazza von Mailand mit sieben Treffern.

## Viertelfinale
Die Hinspiele fanden am 19. Juni, 12., 13. und 15. Juli, die Rückspiele am 12. und 19. Juli sowie am 3. September und 20. Juli 1930 statt.
|             | Gesamt |                       | Hinspiel | Rückspiel |
| ----------- | ------ | --------------------- | -------- | --------- |
| Slavia Prag | 2:3    | Ferencváros Budapest  | 2:2      | 0:1       |
| Sparta Prag | 5:3    | First Vienna FC       | 2:1      | 3:2       |
| Genua 1893  | 2:7    | SK Rapid Wien         | 1:1      | 1:6       |
| Újpest FC   | 6:6    | AS Ambrosiana Mailand | 2:4      | 4:2       |

### Entscheidungsspiele
Die Spiele fanden am 31. August und 14. September 1930 statt.
|           | Ergebnis  |                       |
| --------- | --------- | --------------------- |
| Újpest FC | 1:1 n. V. | AS Ambrosiana Mailand |
| Újpest FC | 3:5       | AS Ambrosiana Mailand |

## Halbfinale
Die Hinspiele fanden am 8. und 28. September, die Rückspiele am 15. und 12. Oktober 1930 statt.
|                       | Gesamt |                      | Hinspiel | Rückspiel |
| --------------------- | ------ | -------------------- | -------- | --------- |
| SK Rapid Wien         | 5:2    | Ferencváros Budapest | 5:1      | 0:1       |
| AS Ambrosiana Mailand | 3:8    | Sparta Prag          | 2:2      | 1:6       |

## Finale

### Hinspiel
| Sparta Prag                               | Sparta Prag | SK Rapid Wien | SK Rapid Wien |
| ----------------------------------------- | --- | --- | ------------- |
| Sparta Prag                               | \| 2. November 1930 in Prag (Letná-Stadion) \| \| Ergebnis: 0:2 (0:1) \| \| Zuschauer: 25.000 \| \| Schiedsrichter: Sophus Hansen ( Dänemark) \|                                                     | \| 2. November 1930 in Prag (Letná-Stadion) \| \| Ergebnis: 0:2 (0:1) \| \| Zuschauer: 25.000 \| \| Schiedsrichter: Sophus Hansen ( Dänemark) \|                                                    | SK Rapid Wien |
| Sparta Prag                               | Vladimír Bělík – Jaroslav Burgr, Antonín Hojer – Jan Madelon, Karel Pešek , Erich Srbek – Adolf Patek, Josef Košťálek, Raymond Braine, Josef Silný, Karel Hejma Cheftrainer: John Dick ( Schottland) | Josef Bugala – Roman Schramseis, Leopold Czejka – Karl Rappan, Josef Smistik, Johann Wana – Willibald Kirbes, Franz Weselik, Matthias Kaburek, Johann Luef, Ferdinand Wesely Cheftrainer: Edi Bauer | SK Rapid Wien |
| Sparta Prag                               | 0:1 Johann Luef (9.) 0:2 Franz Weselik (57.) | | SK Rapid Wien |
| 2. November 1930 in Prag (Letná-Stadion)  | | |               |
| Ergebnis: 0:2 (0:1)                       | | |               |
| Zuschauer: 25.000                         | | |               |
| Schiedsrichter: Sophus Hansen ( Dänemark) | | |               |

### Rückspiel
| SK Rapid Wien                             | SK Rapid Wien | Sparta Prag | Sparta Prag |
| ----------------------------------------- | --- | --- | ----------- |
| SK Rapid Wien                             | \| 12. November 1930 in Wien (Hohe Warte) \| \| Ergebnis: 2:3 (1:2) \| \| Zuschauer: 40.000 \| \| Schiedsrichter: Sophus Hansen ( Dänemark) \|                                                      | \| 12. November 1930 in Wien (Hohe Warte) \| \| Ergebnis: 2:3 (1:2) \| \| Zuschauer: 40.000 \| \| Schiedsrichter: Sophus Hansen ( Dänemark) \|                                                          | Sparta Prag |
| SK Rapid Wien                             | Josef Bugala – Roman Schramseis, Leopold Czejka – Karl Rappan, Josef Smistik, Johann Wana – Willibald Kirbes, Franz Weselik, Matthias Kaburek, Johann Luef, Ferdinand Wesely Cheftrainer: Edi Bauer | Vladimír Bělík – Jaroslav Burgr, Josef Čtyřoký – Jan Madelon, Karel Pešek , Erich Srbek – Karel Podrazil, Josef Košťálek, Raymond Braine, Josef Silný, Karel Hejma Cheftrainer: John Dick ( Schottland) | Sparta Prag |
| SK Rapid Wien                             | 1:0 Matthias Kaburek (17.) 2:2 Josef Smistik (67.) | 1:1 Josef Košťálek (25.) 1:2 Josef Košťálek (27.) 2:3 Josef Košťálek (87.) | Sparta Prag |
| 12. November 1930 in Wien (Hohe Warte)    | | |             |
| Ergebnis: 2:3 (1:2)                       | | |             |
| Zuschauer: 40.000                         | | |             |
| Schiedsrichter: Sophus Hansen ( Dänemark) | | |             |

1. 1 2  Nach übereinstimmenden historischen Tageszeitungsquellen. Laut IFFHS hätten im Finalrückspiel Josef Frühwirth und Josef Madlmayer statt Rappan und Wana gespielt.

## Beste Torschützen
| Rang | Spieler          | Klub                  | Tore |
| ---- | ---------------- | --------------------- | ---- |
| 1    | Giuseppe Meazza  | AS Ambrosiana Mailand | 7    |
| 2    | Josef Košťálek   | Sparta Prag           | 6    |
| 3    | Stefan Auer      | Újpest FC             | 4    |
|      | Raymond Braine   | Sparta Prag           | 4    |
|      | Matthias Kaburek | SK Rapid Wien         | 4    |
|      | Ferdinand Wesely | SK Rapid Wien         | 4    |
| 7    | János Sólyom     | Újpest FC             | 3    |
|      | Johann Luef      | SK Rapid Wien         | 3    |
|      | Pietro Serantoni | AS Ambrosiana Mailand | 3    |
|      | Franz Weselik    | SK Rapid Wien         | 3    |